# Walter Schilling (Pfarrer)

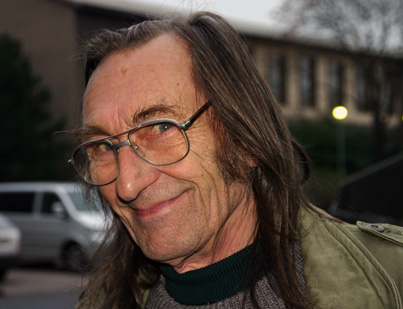
Walter Schilling (2005)

Walter Schilling (* 28. Februar 1930 in Sonneberg; † 29. Januar 2013 in Saalfeld/Saale) war ein deutscher evangelisch-lutherischer Pfarrer und Repräsentant der Kirche von Unten in der DDR.

## Leben und Wirken
Walter Schilling wurde als Sohn eines Pfarrers der Bekennenden Kirche geboren. Als Jugendlicher wurde er Mitglied der Flieger-HJ. Nach 1945 erhielt er in der Sowjetischen Besatzungszone keine Studienzulassung, daher absolvierte er ab 1950 in Münster und Heidelberg ein Theologie-Studium, das er 1955 in Jena mit dem Examen abschloss. Danach wurde er Vikar in Königsee und Braunsdorf und seit 1957 Kreisjugendpfarrer und Gemeindepfarrer der Thüringer Kirche in Braunsdorf-Dittrichshütte bei Saalfeld. Ab 1959 baute er ein kirchliches Jugendheim auf, dessen Leitung er fortan übernahm. Ab 1968 beteiligte er sich am praktischen Aufbau der Offenen sozialdiakonischen Jugendarbeit in Thüringen und war Ansprechpartner und Seelsorger für randständige Jugendliche, gab ihnen Raum und Gelegenheit zur Selbstfindung.

„Für Schilling waren die Jugendlichen Unruhestifter, die sich gegen staatliche und gesellschaftliche Bevormundung wandten und auch kirchliche Strukturen und religiöse Inhalte in Frage stellten. Seine Jugendarbeit verlangte keine religiösen Bekenntnisse, sondern schaute auf den Einzelnen und seine Fähigkeit zu eigenmächtigem Handeln.“

Er wurde vom Ministerium für Staatssicherheit (MfS) überwacht und geriet in Konflikte mit kirchlichen Behörden. So traute er u. a. den DDR-Oppositionellen Lothar Rochau und dessen erste Ehefrau. 1974 wurde Schilling auf Betreiben des MfS als Leiter des Jugendheimes abgesetzt und die Einrichtung geschlossen. Er wurde weiterhin überwacht, fand in den 1980er Jahren aber in Landesbischof Werner Leich einen Vertrauten und Beschützer.
Ehrhart Neubert schreibt in seiner Geschichte der Opposition in der DDR Schilling eine „Schlüsselfunktion in der gesamten DDR“ zu und hält die unter Schillings Schutz bietendem Jenaer Kirchendach versammelten jungen Oppositionellen für die Keimzelle der DDR-Opposition.
Schilling gilt als maßgeblicher Inspirator, Organisator und Repräsentant der aus der Offenen Arbeit hervorgegangenen Kirche von Unten, zu deren theologischem Begleiter er 1989 durch die Evangelische Kirche Berlin-Brandenburg berufen wurde. Danach befragt, was er im Oktober 1989 während der Wendetage in der Gethsemane-Kirche von Berlin erlebt habe, sagte er:

„Das war, als auch der Herr Fink, Rektor der Humboldt-Uni, Dresche kriegte. Alle Eingeweihten in Berlin haben gesagt: ‚Endlich hat der mal den Wanst vollgekriegt, der rosa Kerl!‘ Wußte doch jeder, daß der rosa ist und ein Kompromißtyp, wie er im Buche steht.“

Nach den Übergriffen der Volkspolizei auf Teilnehmer der friedlichen Demonstrationen am 7./8. Oktober 1989 in Berlin wurde ein Unabhängiger Untersuchungsausschuss gebildet, in dem Schilling mitarbeitete.
Die Öffnung der Mauer beschrieb Schilling retrospektiv als einen Tag des Scheiterns der DDR-Opposition:

„Der 9. November [1989] war für mich ne Enttäuschung. Ich hab auf meinem Balkon gestanden. Die anderen waren alle aus unserem Kontaktbüro [der Kirche von Unten] verschwunden, ich hab meinen Telefondienst zu Ende gemacht. Und die verschwanden alle nach Westberlin. Da bin ich heim und hab’ gedacht: Das war’s nun. Jetzt werden se ALLE nach’m Westen rennen. Ich hatte erst gedacht, ich lege ein Trauerjahr ein und dann muss es ja gut sein, dann werd’ ich mich auf die neue Zeit einstellen und so. Das ist mir nicht gelungen.“

Nach der friedlichen Revolution in der DDR verließ Schilling Berlin und übernahm erneut die Leitung des Heimes für Offene Arbeit in Braunsdorf. In den 1990er-Jahren beteiligte er sich an der Aufarbeitung der Rolle der evangelischen Kirche im Herrschaftssystem der DDR. Er enttarnte Kirchenmitarbeiter, die mit dem MfS zusammengearbeitet hatten, und brachte sie bei der Kirchenbehörde zur Anzeige. Der Landeskirchenrat bestellte ihn zum Sachverständigen in verschiedenen Anhörungs- und Amtszuchtverfahren gegen betroffene kirchliche Mitarbeiter.
Schilling befand sich seit 1994 im Ruhestand und lebte in Dittrichshütte. 1995 erhielt er den Menschenrechtspreis der Stadt Weimar für seinen Widerstand gegen die Missachtung der Menschenrechte in einer Diktatur. „Walter Schilling war innerhalb der Oppositionsbewegung der ehemaligen DDR eine der Persönlichkeiten, die sich furchtlos für die Menschenrechte engagiert haben“, hieß es in der Begründung.
Ende 2001 trat er als Unterzeichner einer Stellungnahme ehemaliger DDR-Oppositioneller auf die Neujahrsansprache 2002 von Bundeskanzler Gerhard Schröder unter dem Titel Wir haben es satt letztmals in der überregionalen Öffentlichkeit in Erscheinung.

## Sonstiges
Im Thüringer Archiv für Zeitgeschichte Matthias Domaschk (ThürAZ) in Jena, einem unabhängigen Spezialarchiv zur Thematik Opposition/Widerstand/Zivilcourage in der DDR, befinden sich Privatbestände Schillings aus dem Zeitraum von 1951 bis 1998. Ein Kernstück dieser Sammlung „sind die zahlreichen handschriftlichen Notizen und Manuskripte, Konzepte und Referate, Briefe, Aufzeichnungen und Statistiken aus Einsichten in Akten des MfS.“
2013 wurde ein Lied namens „Antagonized“ über Schilling von der aus Saalfeld stammenden Metalband Heaven Shall Burn auf ihrem Album „Veto“ veröffentlicht.

## Schriften
- Die „Bearbeitung“ der Landeskirche Thüringen durch das MfS. In: Clemens Vollnhals: Die Kirchenpolitik von MfS und Staatssicherheit. Christoph Links Verlag, Berlin 1996, ISBN 3-86153-122-4, S. 211–266.